# Фуентес-де-Ебро
Фуентес-де-Ебро (ісп. Fuentes de Ebro) — муніципалітет в Іспанії, у складі автономної спільноти Арагон, у провінції Сарагоса. Населення — 4617 осіб (2010).
Муніципалітет розташований на відстані близько 280 км на північний схід від Мадрида, 25 км на південний схід від Сарагоси.
На території муніципалітету розташовані такі населені пункти: (дані про населення за 2010 рік)
- Фуентес-де-Ебро: 4593 особи
- Роден: 24 особи

## Демографія
Динаміка населення (INE ):

## Галерея зображень

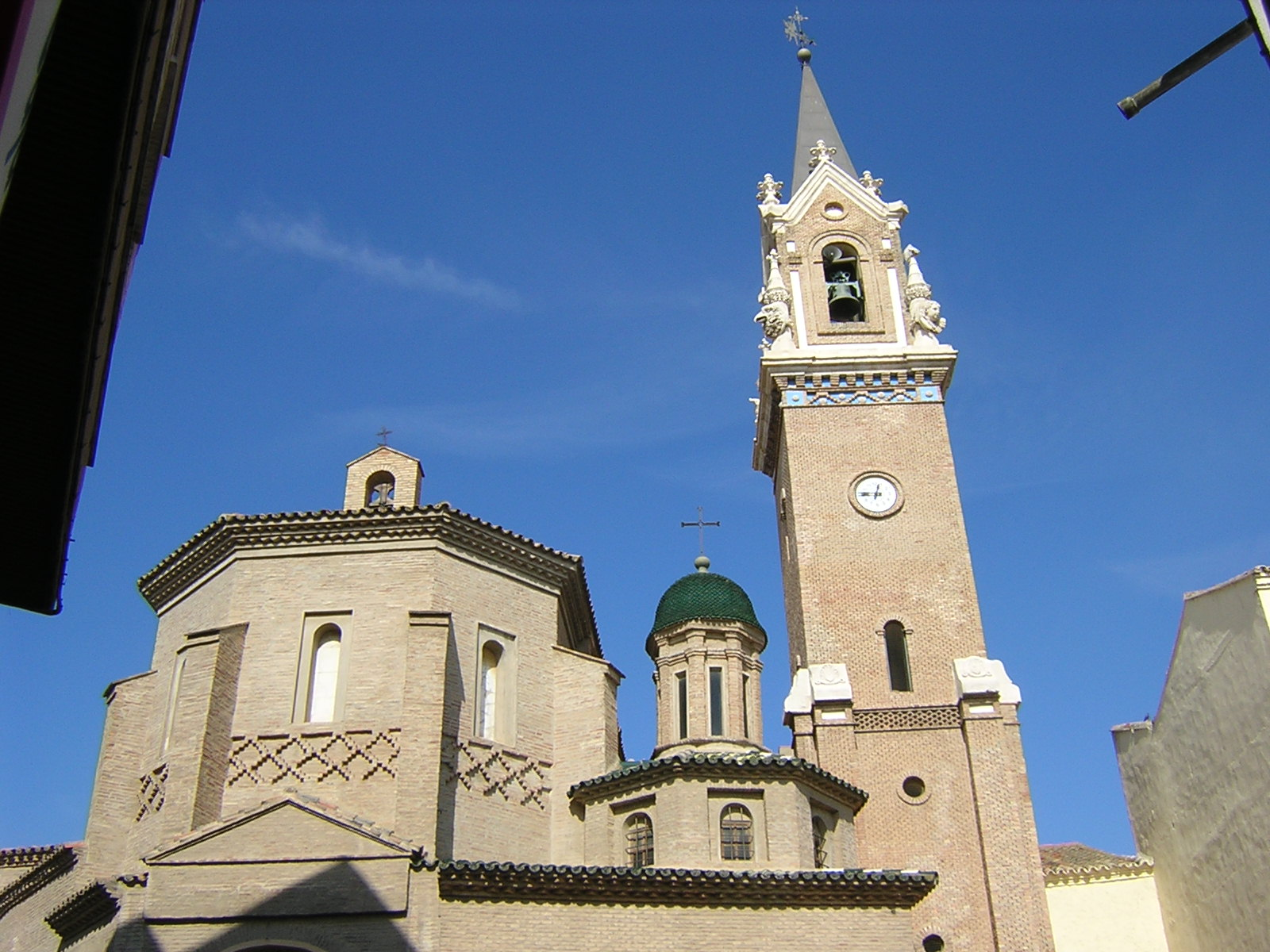
Парафіяльна церква Сан-Мігель